# محمدعلی نصرتیان
محمدعلی نصرتیان   از سیاستمداران ایرانی بود، که در دوره‌
 سیزدهم  بعنوان نماینده کرمانشاه و در دوره‌
 شانزدهم  بعنوان نماینده فومن در مجلس شورای ملی حضور داشت.